# Jure Lalić
Jure Lalić (ur. 8 lutego 1986) – chorwacki koszykarz występujący na pozycji środkowego. Dwukrotny mistrz Chorwacji (2005 i 2008), a także Słowenii (2012 i 2013) oraz jednokrotny mistrz Belgii (2009) i Polski (2015). Zdobywca Pucharów Chorwacji, Belgii i Polski. Uczestnik meczów gwiazd ligi chorwackiej oraz Ligi Adriatyckiej. Reprezentant Chorwacji seniorów, a także członek kadr tego kraju w kategoriach juniorskich. Złoty medalista Igrzysk Śródziemnomorskich 2009. Od 2015 koszykarz klubu KK Krka Novo mesto.
Lalić jest wychowankiem chorwackiego klubu KK Madarska, w którego pierwszej drużynie zadebiutował w sezonie 2001/2002. W barwach tego zespołu grał do lutego 2004, gdy podpisał kontrakt z drużyną KK Zadar. Z drużyną z Zadaru dwukrotnie zdobył mistrzostwo Chorwacji (2004/2005 i 2007/2008) i Puchar Chorwacji (2005 i 2006). Poza tym dwukrotnie wystąpił w meczu gwiazd ligi chorwackiej (2007 i 2008), a raz w meczu gwiazd Ligi Adriatyckiej. Dwukrotnie (2005/2006 i 2006/2007) zdobył także srebrny medal w rozgrywkach ligi chorwackiej.
Przed sezonem 2008/2009 wyjechał do Belgii, gdzie został koszykarzem Spirou Charleroi, w którym grał do lutego 2010. W tym czasie zdobył mistrzostwo Belgii (2008/2009) i Puchar Belgii (2009). Następnie przeniósł się do słoweńskiego zespołu KK Olimpija Ljubljana, w którym dokończył sezon 2009/2010, zdobywając wicemistrzostwo Słowenii. Przed kolejnymi rozgrywkami powrócił do ojczyzny, podpisując kontrakt z Ciboną Zagrzeb, w której występował do grudnia 2011 roku.
W styczniu 2012 ponownie wyjechał do Słowenii, gdzie został graczem klubu KK Krka Novo mesto, którego barwy reprezentował do końca sezonu 2012/2013. W tym czasie dwukrotnie zdobył mistrzostwo Słowenii (2011/2012 i 2012/2013). Przed sezonem 2013/2014 przeniósł się do bułgarskiego zespołu PBC Lukoil Academic, z którym rozgrywki ligowe zakończył z wicemistrzostwem kraju. Przed kolejnymi rozgrywkami (2014/2015) powrócił do chorwackiej Cibony. W styczniu 2015 przeniósł się do Stelmetu Zielona Góra. Z zespołem z Zielonej Góry zdobył mistrzostwo Polski, a także Puchar Polski. W lipcu 2015 podpisał kontrakt ze słoweńskim klubem KK Krka Novo mesto.
Lalić jest byłym reprezentantem Chorwacji do lat 18 i 20. W drugiej z tych kategorii wiekowej dwukrotnie (2005 i 2006) występował w mistrzostwach Europy. Lalić występował też w seniorskiej reprezentacji Chorwacji, z którą zdobył złoty medal turnieju koszykarskiego podczas Igrzysk Śródziemnomorskich 2009.